# Mike Corby
Pour les articles homonymes, voir Corby (homonymie).
Michael Wells « Mike » Corby, né le 18 février 1940 en Inde, est un joueur de squash et de hockey sur gazon représentant l'Angleterre et la Grande-Bretagne.

## Biographie
Mike Corby est un junior brillant, remportant en 1959 la Drysdale Cup, championnat du monde junior officieux de squash. Il participe aux championnats du monde par équipes de 1967, 1969 et 1971 avec l'équipe d'Angleterre. Dans les trois championnats, il est deuxième avec l'équipe derrière l'Australie. En 1975, il est champion d'Europe par équipes.
En simple, il est dans le tableau principal du championnat du monde de 1976 et est éliminé au premier tour. Pendant près de huit ans, il est le numéro un britannique. Sa plus haute place dans le classement mondial est cinquième.
En hockey sur gazon, il participe aux Jeux olympiques d'été 1964 et Jeux olympiques d'été 1972 avec l'équipe de Grande-Bretagne de hockey sur gazon. Aux Jeux olympiques de 1964 à Tokyo, il termine neuvième avec l'équipe, et en 1972, il termine sixième aux jeux de Munich. En 1972, il marque trois buts et a joué plus de 100 matchs au total pour la Grande-Bretagne et l'Angleterre.
Il est ensuite vice-président de la Fédération mondiale de squash et président de la Fédération britannique de hockey. Mike Corby est également le fondateur et propriétaire d'une chaîne de salles de sport au Royaume-Uni. Il a été marié deux fois et a quatre enfants.

## Palmarès

### Titres
Championnats d'Europe par équipes : 1975

### Finales
Championnats du monde par équipes : 3 finales (1967, 1969, 1971)